# 中原れい
中原 れい（なかはら れい、1964年3月17日 - ）は、日本の漫画家、メカニックデザイナー、演出家。東京都出身。
プロデビューは模型雑誌「デュアルマガジン」の漫画「デロイアナナちゃん」から。当時はあむろ・れいというペンネームだった。
稀に絵コンテを書くこともある。

## デザイン

### テレビアニメ
- NG騎士ラムネ&40
- 宇宙の騎士テッカマンブレード
- BLUE SEED
- 機動戦艦ナデシコ
- ベターマン
- 星方天使エンジェルリンクス
- まりんとメラン
- 無敵王トライゼノン
- 奇鋼仙女ロウラン
- ゼーガペイン
- 神曲奏界ポリフォニカ
- 真マジンガー 衝撃!Z編 on television（1話のみ）
- レベルE（プロップデザイン）
- 妖狐×僕SS（妖怪デザイン）
- ガイストクラッシャー（サブメカ・プロップデザイン）
- アサティール 未来の昔ばなし（絵コンテ〈未来パート〉）
- MARS RED（絵コンテ）
- 東京リベンジャーズ（絵コンテ・演出・作画監督）
- リーマンズクラブ（絵コンテ）

### OVA
- KO世紀ビースト三獣士
- NG騎士ラムネ&40 EX
- NG騎士ラムネ&40 DX
- 宇宙の騎士テッカマンブレードII
- BLUE SEED

### 映画
- 機動戦艦ナデシコ The prince of dakness
- FINAL FANTASY
- 遊☆戯☆王 THE DARK SIDE OF DIMENSIONS（プロップデザイン）

### 玩具
- ミクロマン200X（ミクロシスターなど）

## 漫画
- デロイアナナちゃん
- 機動戦士ガンダムF90
- 宇宙の騎士テッカマンブレードII
- 機動戦士ガンダム MSジェネレーション
- KO世紀ビースト三獣士
- NG騎士ラムネ&40 EX2 ユラユラ銀河帝国 大混戦
- 聖刻邪塔伝ヴェントストラーダ

## 絵コンテ・演出
- ゼーガペイン （絵コンテ）
- 神曲奏界ポリフォニカ （絵コンテ）
- 遊☆戯☆王5D's （コンテ）
- RIDEBACK （絵コンテ）
- 真マジンガー 衝撃! Z編 on television （演出チーフ）
- 戦う司書 The Book of Bantorra （絵コンテ・演出）
- レベルE （絵コンテ）
- 輪廻のラグランジェ season2 （絵コンテ）
- 百花繚乱 サムライブライド （絵コンテ）
- 革命機ヴァルヴレイヴ （演出）
- ガイストクラッシャー （絵コンテ）
- ジョジョの奇妙な冒険 スターダストクルセイダース （絵コンテ）
- To LOVEる -とらぶる- ダークネス 2nd （絵コンテ）
- WWW.WORKING!! （演出）
- Lostorage conflated WIXOSS（絵コンテ）
- 魔法少女サイト（絵コンテ）
- フルメタル・パニック! Invisible Victory（演出・メカニック作画監督）
- 殺戮の天使（絵コンテ）
- 宇宙戦艦ヤマト2202 愛の戦士たち （演出）
- ガンダムビルドダイバーズRe:RISE（絵コンテ・演出）
- あひるの空（絵コンテ・アクション作監）
- スケートリーディング☆スターズ（絵コンテ）
- 東京リベンジャーズ
- 全修。（メカニック作画監督）

## 関連人物
- 伊東岳彦